# Gheorghe Tătaru
Gheorghe Tătaru (5 de maio de 1948 – 19 de dezembro de 2004) é um ex-futebolista romeno que competiu na Copa do Mundo de 1970.